# Ministerio de Infraestructuras Energéticas y Recursos Naturales (Armenia)
El Ministerio de Infraestructuras Energéticas y Recursos Naturales de Armenia (en armenio: ՀՀ Էներգետիկ ենթակառուցվածքների և բնական պաշարների նախարարություն, romanizado: HH Energetik yent’akarruts’vatsk’neri yev bnakan pasharneri nakhararut’yun) es el ministerio responsable de la gestión de los sistemas energéticos y el control de la explotación de los recursos naturales en Armenia. Elabora e implementa las políticas del Gobierno de la República de Armenia en el sector energético.
Su historia se remonta a la época en que Armenia todavía estaba en la Unión Soviética. Desde entonces, muchos ministros han cambiado, así como el nombre oficial del ministerio, manteniendo la palabra "energía" en su nombre. A partir de 2016, es uno de los 18 ministerios en Armenia y juega un papel importante en la regulación de las leyes y políticas en materia de energía y recursos naturales.

## Historia

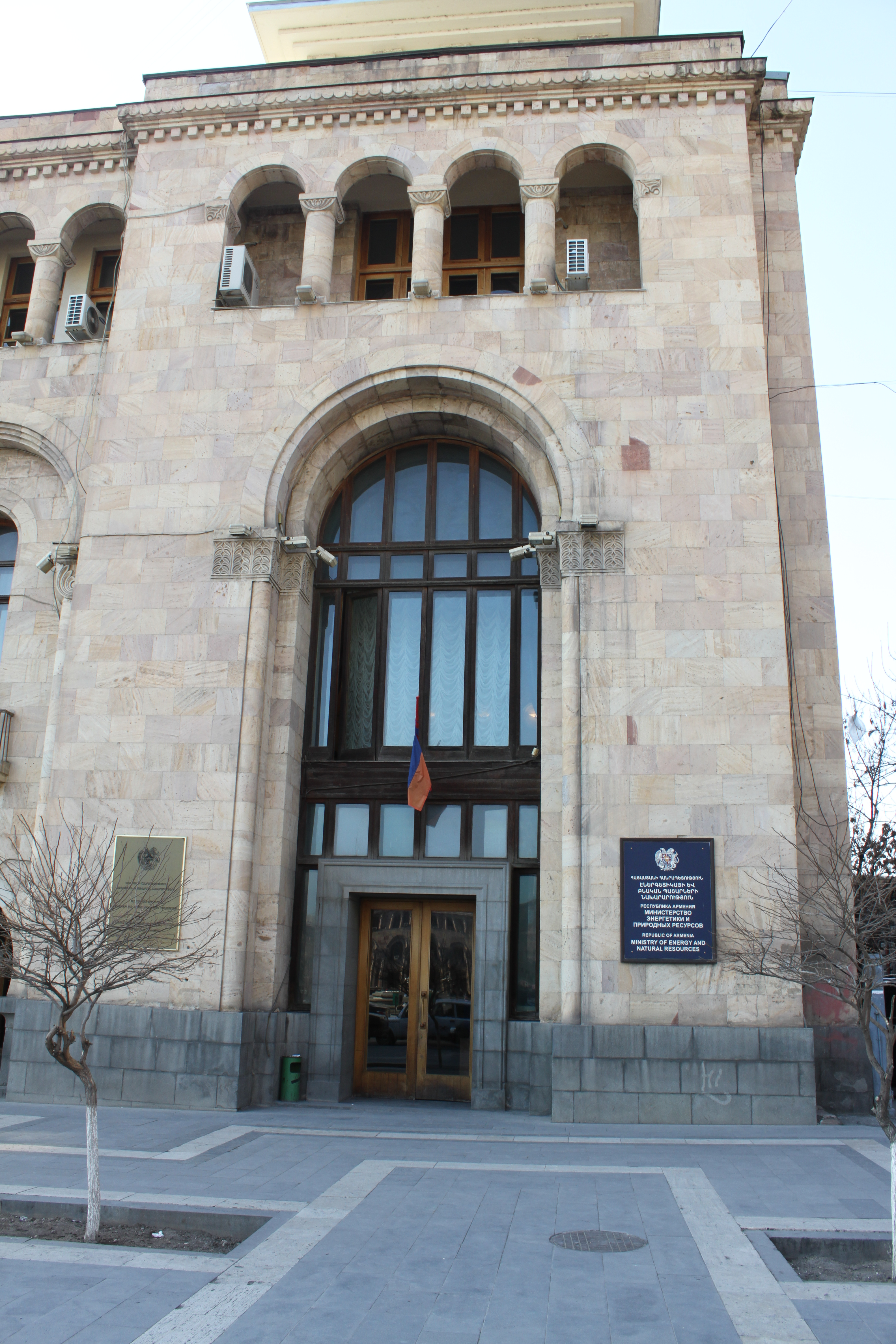
Edificio del Ministerio de Infraestructuras Energéticas y Recursos Naturales

El sistema de energía armenio tiene una historia de 100 años, durante los cuales el departamento de ArmEnergo jugó un papel importante. ArmEnergo se formó en noviembre de 1936 con la decisión de la Unión Soviética con el objetivo de administrar y controlar la explotación y el desarrollo de estaciones y redes eléctricas. Las dos centrales hidroeléctricas de Ereván, la Gyumri HPP , Dzora HPP y otros servicios técnicos eran parte de ArmEnergo. Más tarde, ArmEnergo se convirtió en el organismo oficial elegible para controlar todo el sistema energético de Armenia.
Después del colapso de la Unión Soviética, las reformas económicas armenias y el comienzo de una crisis energética requirieron nuevos mecanismos de control. Para superar esto, en 1992 se creó el Ministerio de Energía y Combustibles de la República de Armenia . El ministerio pasó a llamarse Ministerio de Energía de la República de Armenia el 4 de agosto de 1995 por decisión del gobierno armenio. Una vez más, el ministerio pasó a llamarse Ministerio de Energía y Recursos Naturales de la República de Armenia mediante un decreto del presidente armenio el 18 de abril de 2008, que pasó a llamarse Ministerio de Infraestructuras Energéticas y Recursos Naturales de la República de Armenia.el 30 de septiembre de 2016. Hoy, el objetivo principal del ministerio es desarrollar y mantener la política de gobernanza de la República de Armenia en el ámbito de las infraestructuras energéticas y los recursos naturales.

## Estructura
Ashot Manukyan es el actual ministro y los viceministros son Areg Galstyan, Iosif Isayan, Hayk Harutyunyan y Vardan Gevorgyan.
La estructura del ministerio es la siguiente:
- El ministro
- Viceministros
- Personal del ministerio
- Personal del Ministro
- Organizaciones estatales sin fines de lucro
- Empresas regidas por ministerio
- Organismos Públicos Operativos en el Sistema de Gobernanza del Ministerio[4]

| Nombre                                                        | Imagen                             | Partido                            | Periodo de duración                | Periodo de duración                | Primer Ministro (Gabinete)                                           |
| Ministro de Energía y Combustibles                            | Ministro de Energía y Combustibles | Ministro de Energía y Combustibles | Ministro de Energía y Combustibles | Ministro de Energía y Combustibles | Ministro de Energía y Combustibles                                   |
| ------------------------------------------------------------- | ---------------------------------- | ---------------------------------- | ---------------------------------- | ---------------------------------- | -------------------------------------------------------------------- |
| Sepuh Tashchean                                               |                                    |                                    | 1992                               | 1993                               | Khosrov Harutyunyan                                                  |
| Mels Hakobyan                                                 |                                    | Independiente                      | 16 de febrero de 1993              | 30 de abril de 1993                | Hrant Bagratyan                                                      |
| Hrayr Hovhannisyan                                            |                                    |                                    | 3 de mayo de 1993                  | 21 de julio de 1993                | Hrant Bagratyan                                                      |
| Miron Shishmanyan                                             |                                    |                                    | 21 de julio de 1993                | 26 de julio de 1995                | Hrant Bagratyan                                                      |
| Ministro de Energía                                           |                                    |                                    |                                    |                                    |                                                                      |
| Gagik Martirosyan                                             |                                    | RPA                                | 26 de julio de 1995                | 17 de noviembre de 1998            | Hrant Bagratyan, Armén Sarkissian, Robert Kocharián, Armen Darbinyan |
| Meruzhan Mikaelyan                                            |                                    |                                    | 17 de noviembre de 1998            | 15 de junio de 1999                | Armen Darbinyan                                                      |
| Davit Zadoyan                                                 |                                    | RPA (posterior PANM)               | 15 de junio de 1999                | 20 de mayo de 2000                 | Vazgen Sargsián, Aram Sargsián                                       |
| Karen Galustyan                                               |                                    |                                    | 20 de mayo de 2000                 | 4 de diciembre de 2001             | Andranik Markarián                                                   |
| Ministro de Energía y Recursos Naturales                      |                                    |                                    |                                    |                                    |                                                                      |
| Armen Movsisyan                                               |                                    | RPA                                | 4 de diciembre de 2001             | 30 de abril de 2014                | Andranik Markarián, Serzh Sargsián, Tigran Sargsián                  |
| Yervand Zakharyan                                             |                                    | RPA                                | 30 de abril de 2014                | 29 de febrero de 2016              | Hovik Abrahamyan                                                     |
| Levon Yolyan                                                  |                                    | Independiente                      | 29 de febrero de 2016              | 20 de septiembre de 2016           | Hovik Abrahamyan                                                     |
| Ministro de Infraestructuras Energéticas y Recursos Naturales |                                    |                                    |                                    |                                    |                                                                      |
| Ashot Manukyan                                                |                                    | Independiente                      | 20 de septiembre de 2016           | 12 de mayo de 2018                 | Karen Karapetyan, Serzh Sargsyan                                     |
| Artur Grigoryan                                               |                                    | Armenia Próspera                   | 12 de mayo de 2018                 | 3 de octubre de 2018               | Nikol Pashinián                                                      |
| Garegin Baghramyan                                            |                                    | Independiente                      | 4 de octubre de 2018               | 23 de enero de 2019                | Nikol Pashinián                                                      |

## Recursos naturales
El sector minero es una parte muy importante de la economía nacional de Armenia. Los concentrados de mineral y los metales son los principales productos exportados desde Armenia en aproximadamente la mitad de todos los productos exportados. Aproximadamente 670 minas están registradas oficialmente, de las cuales más de la mitad (alrededor de 400 minas) están explotadas.
El ministerio informa que hay abundancia de hierro, cobre, molibdeno, plomo, zinc, oro, plata, antimonio, aluminio y también otros tipos de minerales y metales en Armenia. Las minas de minerales metálicos incluyen 7 minas de cobre-molibdeno, 4 minas de cobre, 14 minas de oro y oro-polimetálicas, 2 minas polimetálicas, 2 minas de mineral de hierro y 1 mina de aluminio.
Además, como resultado de los procesos volcánicos, se formaron rocas montañosas. Las más notables son las rocas ligeras (toba, perlita, piedra pómez, zeolita, escoria). Además, diferentes tipos de basaltos, granitos, sienita nefelita y mármol constituyen un gran porcentaje de los recursos en Armenia.